# موتور سرامیکی
مقاومت حرارتی و سختی سرامیک‌های پیشرفته باعث گردیده تا بتوان از این مواد در موتور خودرو و کامیون استفاده نمود. پوشش‌های سرامیکی و اجزایی که کاملاً از مواد سرامیکی ساخته شده باشندکه تا به حال توسط صنایع اتومبیل سازی معرفی گردیده‌اند به نظر نمی‌رسد که تا ده سال آینده به‌طور جدی با مواد مرسوم رقابت نمایند. پیش‌بینی می‌گردد که در دهه اول قرن جدید از اجزای سرامیکی و قطعات فلزی دارای پوشش سرامیکی درمحیطهایی با دمای بسیار بالا، مانند موتور خودروها استفاده گردد. پوشش‌های سرامیکی و اجزای کوچک ساخته شده از سرامیک اولین اجزایی هستند که در موتور اتومبیل به کار گرفته خواهند شد.
امروزه خودروسازان ژاپنی در بعضی اجزای کوچک موتور در کارخانه‌های نیسان و ایسوزو از این مواد بهره می‌کنند. یک موتور دیزل ابتدایی با پیستون، سیلندر و سرسیلندر سرامیکی و بدون سیستم خنک‌کننده توسط کمپانی Kyocera ساخته شده‌است. این کمپانی ادعا می‌کند که موتور فوق تا هشتصد هزار کیلومتر کار می‌کند. 
همچنین موتورهایی با بلوک و اجزای کوچک سرامیکی در ژاپن و آمریکا تست شده‌اند، اما از نظر اقتصادی عملی به نظر نمی‌رسد. موتورهای سرامیکی سبک وزن (در مقایسه با موتورهای چدنی سنگین) ممکن است ساخته شوند که در دمای بالا، بدون نیاز به رادیاتور و با بازده سوخت بالا کار کنند. افزایش بازده سوخت اینگونه اتومبیل‌ها نتیجه سبک شدن موتور خودرو افزایش دمای احتراق است.
اولین پیمان کارهای پروژه Turbine Engine Co. Garrette و جنرال موتورز هستند. هدف اصلی، ساخت موتوری با توربین گازی است که بتواند در اتومبیلی ۱۳۰۰ کیلوگرمی ومیزان سوخت ۵٫۵ تا ۶ لیتر در یکصد کیلومتر قرار گیرد. 
Norton / TRW Ceramic Corp در سال ۱۹۸۵ سرامیکهایی با کارایی خوب برای کاربرد در موتورهای دیزل و توربین‌های گازی طراحی شده‌اند که ازآن جمله می‌توان محفظه احتراق، پره، تیغه و روتور را نام برد.
در چهارچوب برنامه ATTAP، کمپانی Norton /TRW مطالعاتی را در زمینه قالب‌گیری تزریقی و ریخته‌گری خمیری به عنوان روش‌های اصلی ساخت قطعات سرامیکی هدایت می‌نماید. این کمپانی همچنین دارای برنامه‌های داخلی متعددی برای توسعه مواد و فرایندهای جدید تولید جهت ساخت اجزای سرامیکی موتور است.
فناوری استفاده از سرامیک در موتورهای احتراق داخلی پیشرفته (CTAHE) برنامه‌ای است که توسط (ORNL -Oak Ridge National Laboratory) اداره می‌شود. این برنامه دارای هدف توسعه فناوری صنعتی پایه است که اجزای سرامیکی دارای قابلیت اعتماد بالا، اقتصادی و دارای دمای کارکرد بالا برای مصرف در موتورهای احتراق داخلی مدرن و سایر مبدل‌های انرژی تولید نماید. اهداف این برنامه عبارتند از: - تولید سرامیک‌های یکپارچه دارای قابلیت اعتماد بیشتر، کامپوزیت‌های سرامیکی دارای آماده‌سازی بالا و پوشش سرامیکی دارای فناوری ساخت برتر.
- رسیدن به فناوری اتصال مطمئن سرامیک‌ها با پیشرفت در فناوری اتصالات Joinin. - درک بهتر سازوکارهای فیزیکی و شیمیایی که اصطکاک و سایش مواد و پوشش‌های سرامیکی را در هنگام سرویس موتورهای احتراق داخلی کنترل می‌کند. 
- تشخیص و درک مکانیزمهایی که قابلیت اعتماد مکانیکی سرامیک‌های ساختاری را در موتورهای مدرن کنترل کند. 
وظایف تحقیق و توسعه دراین برنامه ۶۰٪ به عهده صنایع خصوصی، ۳۰٪ آزمایشگاه‌های ملی و ۱۰٪ دانشگاه‌ها است. قسمتی از برنامه نیز شامل یک پروژه بین‌المللی با آلمان و سوئد است. تحقیقات در برنامه CTAHE در سه موضوع مشخص خلاصه می‌شود. مواد و فرایندها، بانک اطلاعات به همراه پیشگویی زمان کارکرد و روش‌های طراحی.
هدف از پژوهش در مورد مواد و فرایندها، گسترش و توسعه فرایندهایی است که باعث تولید مواد با ریزساختار همگن و مقاومت در مقابل خوردگی لازم برای استفاده در موتورهای پیشرفته گردد. توسعه کامپوزیتهای دارای زمینه سرامیک (CMC) با مقاومت بیشتر در برابر شکست ترد نیز در برنامه CTAHE منظور گردیده‌است تا بر مشکل تردی ذاتی سرامیک‌ها غلبه نماید. 
با اضافه نمودن یک فاز دوم به مراحل آزمایش می‌توان نتایج آزمایش را به میزان قابل ملاحظه‌ای بهبود بخشید. 
فاز دوم می‌تواند به صورت فیبر، ویسکر (Whisker) یا ذرات رسوب‌کننده باشد. استحکام خمشی و چقرمگی شکست آلومینایی که توسط ویسکرهای کاربید سیلیسیم تقویت می‌شود، به‌طور چشمگیری بهبود می‌یابد.